# Campionati europei di slittino 2000
I Campionati europei di slittino 2000 sono stati la 37ª edizione della competizione.
Si sono svolti a Winterberg, in Germania.

## Medagliere
| Pos.   | Nazione  | Oro | Argento | Bronzo | Totale |
| ------ | -------- | --- | ------- | ------ | ------ |
| 1      | Germania | 4   | 4       | 1      | 9      |
| 2      | Italia   | 0   | 0       | 2      | 2      |
| 3      | Austria  | 0   | 0       | 1      | 1      |
| Totale | Totale   | 4   | 4       | 4      | 12     |

## Podi
| Evento            | Oro                                                            | Argento                                                             | Bronzo                                                                            |
| Singolo Maschile  | Jens Müller                                                    | Georg Hackl                                                         | Armin Zöggeler                                                                    |
| Singolo Femminile | Sylke Otto                                                     | Silke Kraushaar                                                     | Barbara Niedernhuber                                                              |
| Doppio            | Patric Leitner Alexander Resch                                 | Steffen Skel Steffen Wöller                                         | Tobias Schiegl Markus Schiegl                                                     |
| Squadre mista     | Germania Georg Hackl Sylke Otto Patric Leitner Alexander Resch | Germania Karsten Albert Sonja Wiedemann Steffen Skel Steffen Wöller | Italia Armin Zöggeler Natalie Obkircher Gerhard Plankensteiner Oswald Haselrieder |